# Логінов Володимир Євгенович
Володимир Євгенович Логінов (каз. Владимир Евгеньевич Логинов, нар. 5 січня 1974, Уральськ) — казахський футболіст, що грав на позиції нападника, зокрема за «Кайсар», «Актобе», а також національну збірну Казахстану.

## Клубна кар'єра
У дорослому футболі дебютував 1992 року виступами за команду «Уралець», в якій провів три сезони, взявши участь у 53 матчах чемпіонату. 
Своєю грою за цю команду привернув увагу представників тренерського штабу клубу «Кайсар», до складу якого приєднався 1995 року. Відіграв за команду з Кизилорди наступні шість сезонів своєї ігрової кар'єри. Більшість часу, проведеного у складі «Кайсара», був основним гравцем атакувальної ланки команди. У складі «Кайсара» був одним з головних бомбардирів команди, маючи середню результативність на рівні 0,37 гола за гру першості.
Згодом з 2002 по 2005 рік грав у складі «Актобе», де також був важливою фігурою атакувальної ланки, після чого рік відіграв за  «Енергетик» (Павлодар).
Завершив ігрову кар'єру 2007 року у своєму рідному «Уральці», який на той час вже мав назву «Акжайик».

## Виступи за збірну
1996 року дебютував в офіційних матчах у складі національної збірної Казахстану.
Загалом протягом кар'єри в національній команді, яка тривала 6 років, провів у її формі 23 матчі, забивши 3 голи.